# Patricia Janody
Patricia Janody, née le 7 mai 1961, est une psychiatre, philosophe et écrivaine française.

## Biographie
Elle fait des études de médecine à l'hôpital Cochin (université Paris 5), et soutient, en 1989 sa thèse, intitulée De la causalité dans les transgressions. En 1995, elle soutient une thèse en psychopathologie et psychanalyse intitulée 	
Contribution à l'étude psychopathologique de la dissociation et des hallucinations dans les schizophrénies, sous la direction de Pierre Fedida, à l'université Paris Diderot. 
Elle est psychanalyste et ancienne directrice de programme au Collège international de philosophie. 
Elle est l'auteur de plusieurs ouvrages et collabore régulièrement dans la revue de psychanalyse Essaim.

### Ouvrages
- Contributions à l'étude psychopathologique de la dissociation et des hallucinations dans la schizophrénie, 1995, thèse non publiée, Université Paris Diderot.
- Constructions schizophrènes, constructions cartésiennes, Ramonville Saint-Agne, Érès, 1998.
- La Répétition, roman, Éditions de L'Olivier, 2002.
- Zone frère. Une clinique du déplacement, Paris, éditions Epel, 2014.
- Hors zone, une clinique de l'embranchement, Paris, Epel, 2016.
- Chers collègues inconnus - Zone 3, 2019, Epl Eds
- L'odeur de mayotte. Une clinique des frontieres, 2022, Epl Eds